# Onisocryptus sagittus
Onisocryptus sagittus är en kräftdjursart som beskrevs av Schultz 1977. Onisocryptus sagittus ingår i släktet Onisocryptus och familjen Cyproniscidae.
Artens utbredningsområde är Södra Ishavet. Inga underarter finns listade i Catalogue of Life.